# نوكيا E71

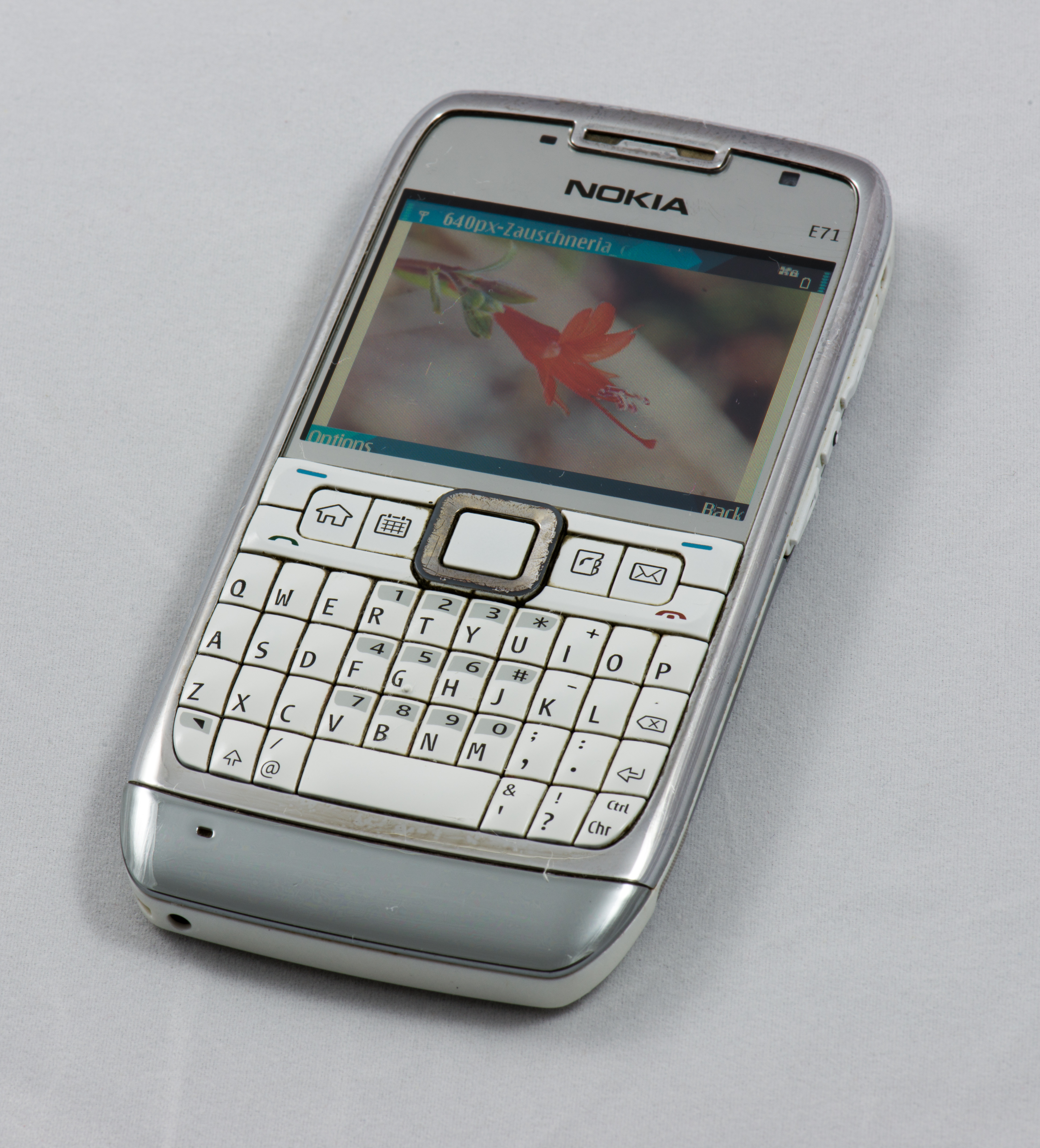
نوكيا E71

نوكيا E71 سنه الصدور:2008 الوزن:g127 نظام التشغيل:سيمبيان s60 المعالج:arm11 بسرعه hz369 الشاشة: المقاس:2. 86 الدقة:320+240 عادي بدون لمس تقنيه الشاشة:tft الكيامرا: دقه التصوير:3ميجا بكسل كما أنه يوجد فلاش من نوع led اما الذاكرة فا الذاكرة الداخلية 110 ميجا بايت كما يوجد منفذ ذاكره {ميموري} يصل إلى 8 جيجا اما الرام يساوي:128 ميجا هرتز كما أنه يوجد إنترنت:g3: موجود بسرعه 3.6mprs ,hdqh وأيضا يوجد نظام التموضع العالمي ويوجد واي فاي ويوجد راديو وسماعات مقاس:2.2mm ويوجد سيكر فون